# Geographical Society Ø
Geographical Society Ø is een onbewoond eiland in Nationaal park Noordoost-Groenland in het oosten van Groenland. Het is een van de drie grotere eilanden in het fjordensysteem van het Koning Oscarfjord.
Het eiland is vernoemd naar de Royal Geographical Society in Londen.

## Geografie
Het eiland wordt in het noorden begrensd door de Sofia Sund, in het noordoosten door de Foster Bugt, in het oosten door de Groenlandzee, in het zuiden door de Vega Sund en in het westen door het Koning Oscarfjord.
Aan de overzijde van het water ligt in het zuiden Traill Ø, in het zuidwesten Ella Ø, in het noordwesten Suessland en in het noorden Ymer Ø.
Het eiland heeft een oppervlakte van 1.717 vierkante kilometer en het hoogste punt ligt op 1.730 meter.